# Мушата (Васлуј)
Мушата (рум. Mușata) насеље је у Румунији у округу Васлуј у општини Березени. Oпштина се налази на надморској висини од 69 m.

## Становништво
Према подацима из 2002. године у насељу је живело 504 становника, од којих су сви румунске националности.